# Понедельник — день тяжёлый
«Понедельник — день тяжёлый» — советский чёрно-белый художественный фильм 1963 года, снятый режиссёром Иваном Лукинским по одноимённой повести Аркадия Васильева на киностудии им. Горького.
Премьера фильма состоялась 8 июня 1964 года.

## Сюжет
Глава банды Христофоров пытается укрепить отношения с горпромсоветом, заказав подарок у мастера колбасного цеха Кокина. Однако в результате обнаруживается головка от золотых часов, что вызывает непредвиденные последствия. Кокин, испугавшись возможных проблем, сразу же обращается в милицию.

## В ролях
- Иван Воронов — Юрий Андреевич Христофоров
- Николай Гриценко — Кузьма Егорович Стряпков
- Виктор Чекмарёв — Яков Михайлович Каблуков
- Станислав Хитров — Евлампий Кокин
- Людмила Хитяева — Анна Тимофеевна Соловьёва
- Елена Понсова — Мария Антоновна Королькова
- Тамара Совчи — Зоя Христофорова
- Виктор Петров — Вася Каблуков
- Владимир Муравьёв — Алексей Потапович Латышев
- Юрий Медведев — Сухов
- Марина Гаврилко — Мария Павловна Каблукова
- Евгения Мельникова — Елена Сергеевна

## Съёмочная группа
- Режиссёр: Иван Лукинский
- Сценарист: Аркадий Васильев
- Оператор: Граир Гарибян
- Композитор: Вадим Гамалея
- Художник: Людмила Безсмертнова